# 高氏兄弟
高氏兄弟（英語：Gao Brothers），中国当代艺术家组合，哥哥高兟生于1956年，弟弟高强生于1962年。二人均为山东济南人，曾居北京。他們的父親在文革期間被關進監獄，並在期間去世。1985年起合作，从事绘画、装置、行为等艺术活动。1989年的装置作品《子夜的弥撒》使二人一举成名，并在90年代中期逐渐获得国际声誉。2003年，二人在798艺术区开办工作室。
高氏兄弟不少作品触及中国政治，例如《槍決基督》、《下跪懺悔的毛》、《毛小姐系列》等諷刺毛澤東的雕塑，兄弟二人通過雕塑表达他们对中国政治和社会的态度。这类作品一直引发巨大争议。有观者指责其表达过于直接，缺乏艺术性，但亦有论者认为高氏兄弟的作品怀有「对正义，民主，诗意的热切情怀」。
2024年8月26日，高兟被河北省三河市公安局刑事拘留。

## 延伸閱讀
- 維基新聞相關報導：創諷刺毛澤東作品 高兟中國探親被捕